# 石蟹科
石蟹科（Lithodidae），其物種俗稱石蟹、白石蟹，在食品領域又可稱帝王蟹或岩蟹，是甲殼亞門十足目石蟹總科的一個的科，分佈在寒冷的海域。由於它們的體型巨大及肉質美味，很多物種都被廣泛捕捉來作為食物，當中最為普遍的是堪察加擬石蟹（帝王蟹、雪場蟹），另外花咲蟹作為日本料理的食物也非常有名。因全球暖化，帝王蟹正成為入侵物種。
雖然帝王蟹的名字中帶有“蟹”字，但其實牠並不屬於真正的蟹類，而是和寄居蟹一樣的異尾下目，螃蟹的正式學名則是短尾下目。一般相信帝王蟹是源自與寄居蟹類似的祖先，故成年的帝王蟹的腹部並不對稱，且與寄居蟹的相似，都是裝入螺旋形的殼中。以往帝王蟹與寄居蟹都一同分類在寄居蟹總科，但帝王蟹現已和软腹蟹科（Hapalogastridae）一同被分類到獨立的石蟹總科內。1950年代，被生物科学家带约五只蟹，放养至北欧丹麦外海，一年后，再回原地看，海底达数万支蟹成功復育，是生物科技的成就之一。今在日本北海道，旅客偶尔可见临海路边，当地渔民用锅蒸煮好的蟹贩卖，提供餐具供食用。

## 分類
現時已知約有11種帝王蟹，共有14個屬：
- 隱石蟹屬（CryptoLithodes）
  - Cryptolithodes brevifrons
  - Cryptolithodes sitchensis
  - Cryptolithodes typicus
- Glyptolithodes
  - Glyptolithodes cristatipes
- 石蟹屬（Lithodes）
  - 智利王蟹 （Lithodes santolla）
  - 塔形石蟹（Lithodes turritus）
- 冠石蟹屬（Lopholithodes）
  - 螯孔冠石蟹（Lopholithodes foraminatus）
  - 皮尤吉特灣王蟹（Lopholithodes mandtii）
- 新岩蟹屬（Neolithodes）
  - Neolithodes agassizii
  - Neolithodes diomedeae
  - 葛氏新石蟹（Neolithodes grimaldii）
- 擬石蟹屬（Paralithodes）
  - 短足擬石蟹（Paralithodes brevipes）
  - 加利福尼亞巨蟹（Paralithodes californiensis）
  - 堪察加擬石蟹（Paralithodes camtschaticus）
  - 扁足擬石蟹（Paralithodes platypus）
  - 刺鱟（Paralithodes rathbuni）
- 仿岩蟹屬（Paralomis）
  - 顆粒仿石蟹（Paralomis granulosa）
- Phyllolithodes
  - Phyllolithodes papillosus
- Rhinolithodes
  - Rhinolithodes wosnessenskii